# فابریتسیو میونی
فابریتسیو میونی (ایتالیایی: Fabrizio Mioni؛ ۲۳ سپتامبر ۱۹۳۰ – ۸ ژوئن ۲۰۲۰) بازیگر اهل ایتالیا بود.
از فیلم‌ها یا مجموعه‌های تلویزیونی که وی در آن نقش داشته‌است، می‌توان به دکتر کیلدر، بونانزا، ویرجینیایی، چاپارل، تقدیم به رم با عشق، شیفته دخترها، هرکول، هرکول آزادشده و جنگ پنهان هری فریگ اشاره کرد.